# Municipio de Tangancícuaro
El municipio de Tangancícuaro es uno de los 113 municipios del estado de Michoacán, en México. Está localizado al noroeste del estado y pertenece a la región Lerma-Chapala y al Bajío zamorano. La cabecera municipal es la ciudad de Tangancícuaro de Arista que se encuentra a 133 km de Morelia y a 178 km de Guadalajara, México.
Es el tercer mayor productor de fresa a nivel nacional, con 57 930 toneladas cultivadas en el año 2023, solo por debajo de Zamora y Ensenada.

## Escudo
|  | El escudo Tangancícuaro de Arista está blasonado así: Diseñado por el profesor Francisco Elizalde, el escudo presenta una partición terciada en perla. El cuartel superior está compuesto por tres jeroglíficos de agua en campo de sinople que aluden a la etimología de la localidad: ‘lugar de tres cuerpos de agua’; el cuartel derecho presenta la representación de Chupi-Tirápame, deidad central purépecha relacionada con el agua, en campo de oro; por último, en el cuartel izquierdo se halla el símbolo representante de las deidades del agua. El escudo dispone de una bordura que presenta en su parte superior unas estacas de madera que simbolizan la otra etimología del lugar ‘donde se clavan estacas en el suelo’; en su parte inferior se halla inscrita la oración latina «Fons aquae bonae» (‘Fuente de agua buena’). Finalmente, el escudo se encuentra adornado con lambrequines de oro. |

## Toponimia
Las familias que se asentaron en esta región, aprovechando el arroyo de Epejo, construyeron un sistema de represas fabricadas con piedras, tierra y estacas, para utilizar el agua en las tierras de cultivo de maíz, de ahí el origen del nombre de Tangancícuaro, que proviene del purépecha Tanacikuaro, un compuesto de las palabras tanaci, que significa cosa; kua, que significa clavada o hundida; y el sufijo ro, que equivale a lugares. Esto fue interpretado por los conquistadores como ‘cosa clavada’ o ‘lugar donde se clavan estacas’.
Existe la versión de que la etimología del nombre proviene de la frase purépecha tanimo itzí gua ro, que significa ‘lugar donde se levantan tres ojos de agua’, sin embargo, ésta queda desvirtuada ya que son cuatro los manantiales que hay en el valle: Cupátziro, Camécuaro, Junguarán y Taray; y es probable que estos no existieran cuando se fundó la villa.

## Historia
El primer asentamiento purépecha se llamaba Acuitze que significa ‘serpiente’. Precedió al nombre de Tangancícuaro. Fue una población prehispánica, según lo revelan los vestigios arqueológicos encontrados en el lugar. En los siglos XVI y XVII se llevó a cabo la evangelización en esta zona, por parte de los frailes agustinos, que tenían en Tangancícuaro de Arista un pequeño convento con cinco religiosos y un hospital.
En el siglo XVII se le asignó el nombre de Tangancícuaro de la Asunción y en la administración religiosa, dependió del curato de Jacona de Plancarte, en lo civil dependía de la jurisdicción de Zamora (Michoacán). En 1822 contaba con Ayuntamiento, tenía 2219 habitantes que se dedicaban a la agricultura y producían maíz, trigo y lenteja. El 10 de diciembre de 1831 se constituyó en municipio y a su cabecera se le nombró Tangancícuaro de Arista desde el 20 de noviembre de 1861, en memoria del general Mariano Arista.

## Geografía

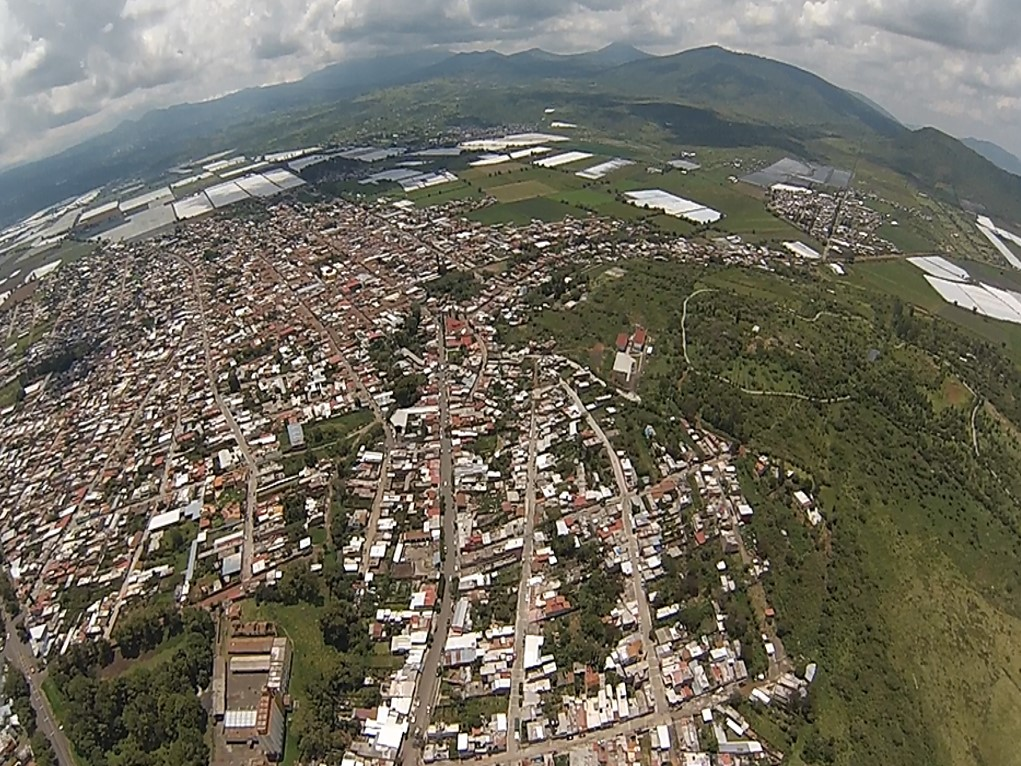
Vista aérea de Tangancícuaro de Arista desde la entrada principal sobre la Avenida Dr. Miguel Silva.

Se localiza al noroeste del estado, en las coordenadas 19º53’ de latitud norte y 102º12’ de longitud oeste; y se encuentra a una altitud de 1700 m s. n. m. Limita al norte con Zamora, Jacona y Tlazazalca; al este con Purépero y Chilchota; al sur con Charapan, Los Reyes y Tingüindín; y al oeste con Tangamandapio. Su distancia a la capital del Estado es de 134 km. Su cercanía con Zamora y su localización geográfica ha permitido también que la región se caracterice por ser un enlace cultural y económico importante entre la zona de la meseta Purépecha, Morelia, que es la capital del estado, y la ciudad de Guadalajara.

### Climatológico y ecosistemas
El clima es templado subtropical de abundantes lluvias en verano, aunque en los últimos años se ha observado que la temporada de lluvias es irregular en el valle y zona serrana del municipio, generando algunas afectaciones. Tangancícuaro cuenta con una precipitación pluvial anual promedio de 1000 mm. La temperatura oscila entre -2 y 39.2 °C.
Su superficie es de 387.95 km² y representa el 0.65 % del total del estado. Su relieve está constituido por el Eje neovolcánico, siendo las altitudes más relevantes el cerro Patamban y el cerro Tangancícuaro.
Su hidrografía la constituyen el río Duero y los ojos de agua de Junguarán, Camécuaro y Cupátziro.

### Características y uso de suelo
Los suelos datan de los períodos cenozoico, terciario, cuaternario y mioceno, corresponden principalmente a los del tipo chernozem y de montaña. Su uso es primordialmente agrícola y en menor proporción ganadero y forestal.
La actividad agrícola es de suma importancia, entre las más sobresalientes encontramos cultivos de: maíz, trigo, sorgo, frijol, fresa, zarzamora, frambuesa y hortalizas. La actividad ganadera también es muy importante para el municipio, siendo las principales crías de: bovino, caprino, porcino, ovino, aves de corral y apicultura.

## Demografía
Según el Censo de Población y Vivienda realizado por el INEGI en el año 2020, el municipio cuenta con 35 256 habitantes, de los cuales 17 182 son hombres y 18 074 son mujeres. Su población representa el 0.74 % de la total en el estado y de los 113 municipios ocupa el lugar número 27.
Tangancícuaro —así como muchos otros municipios en Michoacán— se considera binacional ya que una gran cantidad de sus ciudadanos ha emigrado principalmente a Estados Unidos. Los michoacanos son la segunda comunidad de mexicanos más numerosa después de los guanajuatenses y es una de las más importantes en Estados Unidos; están distribuidos principalmente en los estados de California, Texas, Nuevo México, Nevada, Colorado, Oklahoma, Indiana, Illinois, Georgia, Wisconsin y Nebraska, aunque hay presencia michoacana en todos los estados de la Unión Americana.
| Población histórica del municipio de Tangancícuaro |
|                                                    |
| Fuente: INEGI                                      |

### Indicadores demográficos
- Índice de desarrollo humano (IDH): En el año 2005, el IDH del municipio de Tangancícuaro presentó un coeficiente de 0.78, superando por escasa diferencia el IDH promedio del estado de Michoacán, que fue de 0.76. En el año 2010, el IDH municipal retrocedió a 0.65. Para el año 2015, el IDH se mantuvo en 0.65, posicionando al municipio en el lugar 1254 a nivel nacional.[1]

- Marginación: El índice de marginación fue de -0.30300 en el año 2015, ocupando el lugar 61 de 113 a nivel estatal y el 1447 a nivel nacional.[1]

- Alfabetismo: De la población mayor de 15 años, compuesta por 25 434 individuos en el año 2020, el 10.56 % era analfabeta (2 688 personas) y el 20.32 % no tenía sus estudios de educación primaria concluidos (alrededor de 5170 personas).[2]

### Localidades
En el censo de 2020 el municipio de Tangancícuaro contaba con 41 localidades.
| Código INEGI      | Localidad               | Población (2020) |
| ----------------- | ----------------------- | ---------------- |
| 160850001         | Tangancícuaro de Arista | 15 414           |
| 160850017         | Patamban                | 3 856            |
| 160850040         | Las Malvinas            | 2 773            |
| 160850019         | Adolfo Ruiz Cortines    | 1 519            |
| 160850008         | Etúcuaro                | 1 323            |
| 160850024         | Tengüecho               | 1 202            |
| Otras localidades | Otras localidades       | 9 169            |
| Total municipal   | Total municipal         | 35 256           |

## Cultura

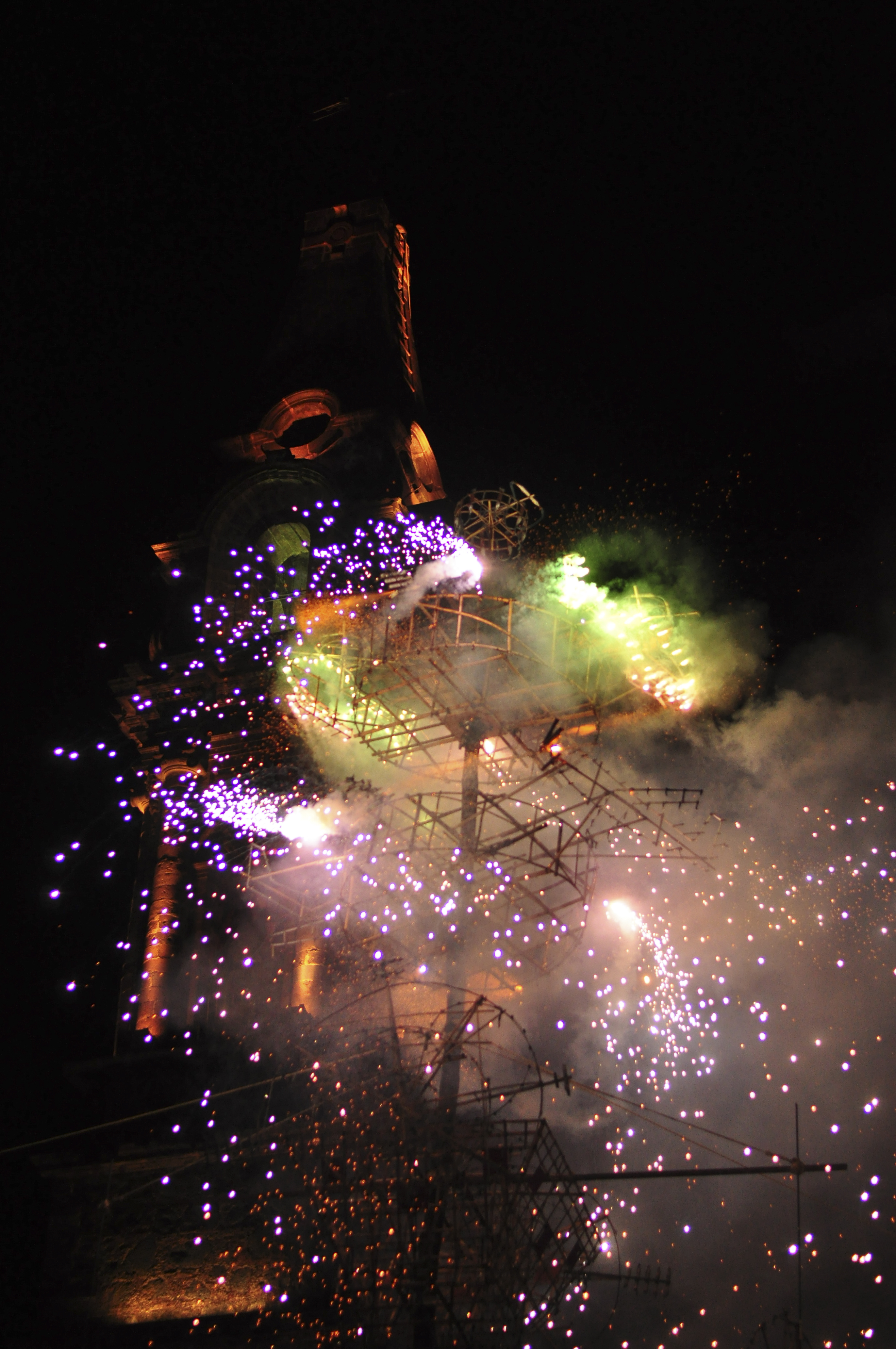

Siendo una zona en donde la mayoría de los habitantes son católicos, los principales festejos se dedican a este culto religioso. Aunque también se realizan otras expresiones de cultura como el «Festival de la Noche de Muertos» el 1 y 2 de noviembre, que desde el año 2013 se ha realizado en el Parque nacional Lago de Camécuaro y que también genera el interés de habitantes de otros municipios aledaños como Zamora, Jacona y Chilchota. 
Asimismo, año con año es tradición la celebración de Cristo Rey en la comunidad de Patamban donde, además de las festividades, se pueden apreciar artesanías de cerámica vidriada de verde, tapetes de flores y aserrín teñido con el que se adornan las calles, sobre el cual pasa la población con el santo patrono. Los tapetes de flores son muy famosos y atraen turistas de muchas partes.
Otras fiestas que se realizan en Tangancícuaro son:
- 2 de febrero: Celebración por el día de la Candelaria.
- 19 de marzo: Celebración en honor a San José.
- 15 de agosto: Celebración en honor a la Virgen de la Asunción, patrona de la ciudad, siendo la fiesta religiosa más importante para los tangancicuarenses.
- 12 de diciembre: Celebración en honor a la Virgen de Guadalupe.

## Educación
En el rubro de educación en el municipio destaca el Campus de la Universidad Michoacana de San Nicolás de Hidalgo (UMSNH), donde se imparten clases de Medicina General como extensión de la Facultad de Medicina «Dr. Ignacio Chávez». Este campus se encuentra a la altura de la zona conocida como Las Adjuntas a pie de la carretera nacional número 15. 
En cuanto a instituciones de educación media superior, la primera escuela en ofrecer estos servicios fue la Escuela Preparatoria por Cooperación Tangancícuaro incorporada a la máxima casa de estudios del estado. 
En el decenio de 2000 se incorporaron dos sistemas de enseñanza más que ampliaron la oferta educativa al municipio, el sistema educativo del Colegio de Bachilleres y el sistema educativo del Colegio de Estudios Científicos y Tecnológicos del Estado de Michoacán (CECyTEM 22).

## Economía
El valle de Tangancícuaro es una zona cien por ciento agrícola y pertenece al igual que el valle de Zamora a una de las regiones agrícolas más productivas del país, por sus altos rendimientos de cosecha y sus inigualables características climáticas y de calidad del suelo. Desde hace décadas se han cultivado granos y semillas como el maíz, el trigo, el frijol, sorgo, garbanzo. En los 90 con el empleo de abonos químicos y el uso de maquinaria agrícola se comenzaron a introducir cultivos como la papa, el jitomate, la cebolla, el brócoli, el chile, la fresa, entre otros. Hoy en día la fresa es cultivada a gran escala empleando variedades híbridas y técnicas agrícolas de alta tecnología, lo que hace a Tangancícuaro uno de los principales productores de berries de México (principalmente fresa) y se observa un incremento en los cultivos de zarzamora y frambuesa así como de arándanos en los últimos años. En la salida rumbo a Gómez Farías se encuentran varios almacenes refrigerados de compañías nacionales y transnacionales que sirven para conservar las berries mientras son preparadas para ser enviadas a Estados Unidos o al mercado nacional.
También algunas de las comunidades serranas del municipio son fuertes productores de aguacate, de algunas hortalizas y granos, estos cultivos se caracterizan por ser de temporal ya que no se cuenta con pozos profundos de extracción de agua, limitando el cultivo de productos durante la época de sequía. Esto debido al clima y a la humedad de la zona. Entre estás destacan Tengüecho, Guarachanillo y Patamban.
Adicional a esto el hecho de tener uno de los parques nacionales más importantes del país (Camécuaro) permite la llegada a través del turismo de una gran cantidad de recursos, especialmente los fines de semana y las vacaciones.

### Industria
El municipio cuenta con una industria establecida como son fábricas congeladoras, descremadoras, empacadoras de berries, plantas forrajeras, molino de trigo, fábricas de mosaicos, fábricas de tabique, block y tubos, etc. 

## Turismo
- Parque nacional Lago de Camécuaro: Este Parque nacional se encuentra a pocos metros de la entrada principal a la ciudad y es un pequeño lago, un vaso natural de aguas limpias y transparentes cuyas márgenes están limitadas por las multiformes raíces de ahuehuetes o sabinos milenarios. Su flujo permanente nace de un sinnúmero de manantiales que borbotean el agua casi a flor de tierra, y la confluencia de sus aguas, a la altura de un lugar llamado Las Adjuntas, con la de los ríos de Tlazazalca, Chilchota y La Huarucha, forman el caudal del Río Duero, padre vivificante de la cuenca agrícola zamorana o del noroeste michoacano.